# ラ・イサベラ
ラ・イザベラ（La Isabela）は、ドミニカ共和国のプエルト・プラタにある、新大陸で最初の公式なヨーロッパ人（スペイン人）入植地である。 1493年のクリストファー・コロンブスの第2回航海の時に創設された。第1回航海の時に建設されたラ・ナビダッド（La Navidad）の要塞は、原住民のタイノ族により完全に破壊されてしまった。この居住地区は、貴金属の探索を目的として創設された。